# Семь церквей Апокалипсиса
Семь церквей Апокалипсиса — семь церквей раннего христианства, располагавшиеся в Малой Азии. Также известны как Семь церквей Азии (по названию римской провинции, а не части света).
Семь церквей упоминаются в Откровении Иоанна Богослова:

То, что видишь, напиши в книгу и пошли церквам, находящимся в Асии: в Ефес, и в Смирну, и в Пергам, и в Фиатиру, и в Сардис, и в Филадельфию, и в Лаодикию.
— Отк. 1:11
Сегодня Семь церквей представляют уникальные места, популярные туристические объекты запада Малой Азии, расположенные на территории или вблизи современных городов Турции:
- Ефес (ныне — Сельчук) — эта церковь известна лжеапостолами и николаитами (Отк. 2:7);
- Смирна (ныне — Измир) — эта церковь страдала от тех, кто называл себя иудеями, но таковыми не являвшимися (Отк. 2:9);
- Пергам (ныне — Бергама) — церковь, находящаяся там, где престол сатаны (Отк. 2:12);
- Фиатира (близ Акхисара) — эта церковь страдала от Иезавели (Отк. 2:20);
- Сардис (ныне — Салихлы) — церковь, которой нужно вспомнить увиденное и услышанное (Отк. 3:1);
- Филадельфия (ныне — Алашехир) — возлюбленная Богом церковь (Отк. 3:7);
- Лаодикия (восточнее Денизли) — основная проблема — «ни холоден, ни горяч» (Отк. 3:14).

Христианское население в этих городах практически отсутствует после обмена населением согласно Лозаннскому договору (1923).
Семь золотых светильников, упомянутых в Откровении, означают Семь церквей (Отк. 1:20).